# 內特瓦
57°56′N 55°20′E / 57.933°N 55.333°E
內特瓦（俄语：Ны́тва）是俄羅斯彼爾姆邊疆區西部的一個城市、內特瓦區行政中心，位於內特瓦河畔，距彼爾姆以西70公里。2002年人口20,660人。
1623年建立，1942年建市。